# Costa Rica az olimpiai játékokon
Costa Rica az 1936-os nyári játékokon szerepelt először, viszont ezután kihagyta a következő négy olimpiát. 1964-ben tért vissza, és azóta részt vett az összes nyári olimpián.
Costa Rica szintén résztvevője volt számos téli olimpiai játékoknak 1980 óta.
A Costa Rica-i sportolók eddig 4 érmet nyertek, mind a négyet úszásban.
A Costa Rica-i Olimpiai Bizottság 1953-ban jött létre, és 1954 óta tagja a NOBnak.

## Érmesek
| Érem  | Név          | Olimpia       | Sport | Versenyszám          |
| ----- | ------------ | ------------- | ----- | -------------------- |
| Ezüst | Silvia Poll  | 1988, Szöul   | Úszás | Női 200 m gyorsúszás |
| Arany | Claudia Poll | 1996, Atlanta | Úszás | Női 200 m gyorsúszás |
| Bronz | Claudia Poll | 2000, Sydney  | Úszás | Női 200 m gyorsúszás |
| Bronz | Claudia Poll | 2000, Sydney  | Úszás | Női 400 m gyorsúszás |

## Éremtáblázatok

### Érmek a nyári olimpiai játékokon
| Olimpia              | Arany          | Ezüst          | Bronz          | Összesen       |
| 1936, Berlin         | 0              | 0              | 0              | 0              |
| 1948, London         | nem vett részt | nem vett részt | nem vett részt | nem vett részt |
| 1952, Helsinki       | nem vett részt | nem vett részt | nem vett részt | nem vett részt |
| 1956, Melbourne      | nem vett részt | nem vett részt | nem vett részt | nem vett részt |
| 1960, Róma           | nem vett részt | nem vett részt | nem vett részt | nem vett részt |
| 1964, Tokió          | 0              | 0              | 0              | 0              |
| 1968, Mexikóváros    | 0              | 0              | 0              | 0              |
| 1972, München        | 0              | 0              | 0              | 0              |
| 1976, Montréal       | 0              | 0              | 0              | 0              |
| 1980, Moszkva        | 0              | 0              | 0              | 0              |
| 1984, Los Angeles    | 0              | 0              | 0              | 0              |
| 1988, Szöul          | 0              | 1              | 0              | 1              |
| 1992, Barcelona      | 0              | 0              | 0              | 0              |
| 1996, Atlanta        | 1              | 0              | 0              | 1              |
| 2000, Sydney         | 0              | 0              | 2              | 2              |
| 2004, Athén          | 0              | 0              | 0              | 0              |
| 2008, Peking         | 0              | 0              | 0              | 0              |
| 2012, London         | 0              | 0              | 0              | 0              |
| 2016, Rio de Janeiro | 0              | 0              | 0              | 0              |
| 2020, Tokió          | 0              | 0              | 0              | 0              |
| 2024, Párizs         | 0              | 0              | 0              | 0              |
| Összesen             | 1              | 1              | 2              | 4              |

## Érmek sportáganként

### Érmek a nyári olimpiai játékokon sportáganként
| Costa Rica érmei a nyári olimpiai játékokon sportáganként | Costa Rica érmei a nyári olimpiai játékokon sportáganként | Costa Rica érmei a nyári olimpiai játékokon sportáganként | Costa Rica érmei a nyári olimpiai játékokon sportáganként | Az olimpiai zászlaja |

| Sportág  | Arany | Ezüst | Bronz | Összesen |
| -------- | ----- | ----- | ----- | -------- |
| Úszás    | 1     | 1     | 2     | 4        |
| Összesen | 1     | 1     | 2     | 4        |